# Clarence Eggleton
Clarence Eggleton är en amerikansk gospelmusiker och låtskrivare från Chicago. Han har skrivit över 300 gospelsånger som spelats in och framförts av olika artister. Bland annat Reverend James Cleveland, Gospel Music Workshop of America (GMWA) Mass Choir, The Genesis Baptist Church Choir, Sarah Jordan Powell, Wanda Nero Butler och den svenska Credokören..
Några av hans mest kända verk är sångerna "Take me to the water" och "Blessed be the name of the Lord".